# Патријарх српски Арсеније II
Арсеније II је био архиепископ пећки и патријарх српски у времену од 1453. до око 1463. године. Последњи је српски патријарх из времена постојања српских средњовековних држава. Надживео је деспота Ђурђа Бранковића Смедеревца, као и сина му Лазара, као и коначни пад српске средњовековне државе-деспотовине под вишеструко турско ропство 1459. године. У тим тешким временима, под силним и страшним збивањима запустела је Српска патријаршија.
Арсеније спада у оне епископе који су се бавили преписивањем књига. Он је преписао дванаест минеја. Као његов сарадник у овом великом послу помиње се Никодим II.
Претпоставља се да је Арсеније прво био митрополит смедеревски и да је са те позиције изабран за патријарха.